# Vitvingad poto
Vitvingad poto (Nyctibius leucopterus) är en fågel i familjen potoer.

## Utbredning och systematik
Fågeln förekommer i norra Amazonområdet i Brasilien samt östra Brasilien (Bahia). Den behandlas som monotypisk, det vill säga att den inte delas in i några underarter.

## Status och hot
Arten har ett stort utbredningsområde, men tros minska i antal, dock inte tillräckligt kraftigt för att den ska betraktas som hotad. Internationella naturvårdsunionen IUCN listar arten som livskraftig (LC).